# Humberto de Campos
Humberto de Campos is een gemeente in de Braziliaanse deelstaat Maranhão. De gemeente telt 25.403 inwoners (schatting 2009).